# 欣德爾班克

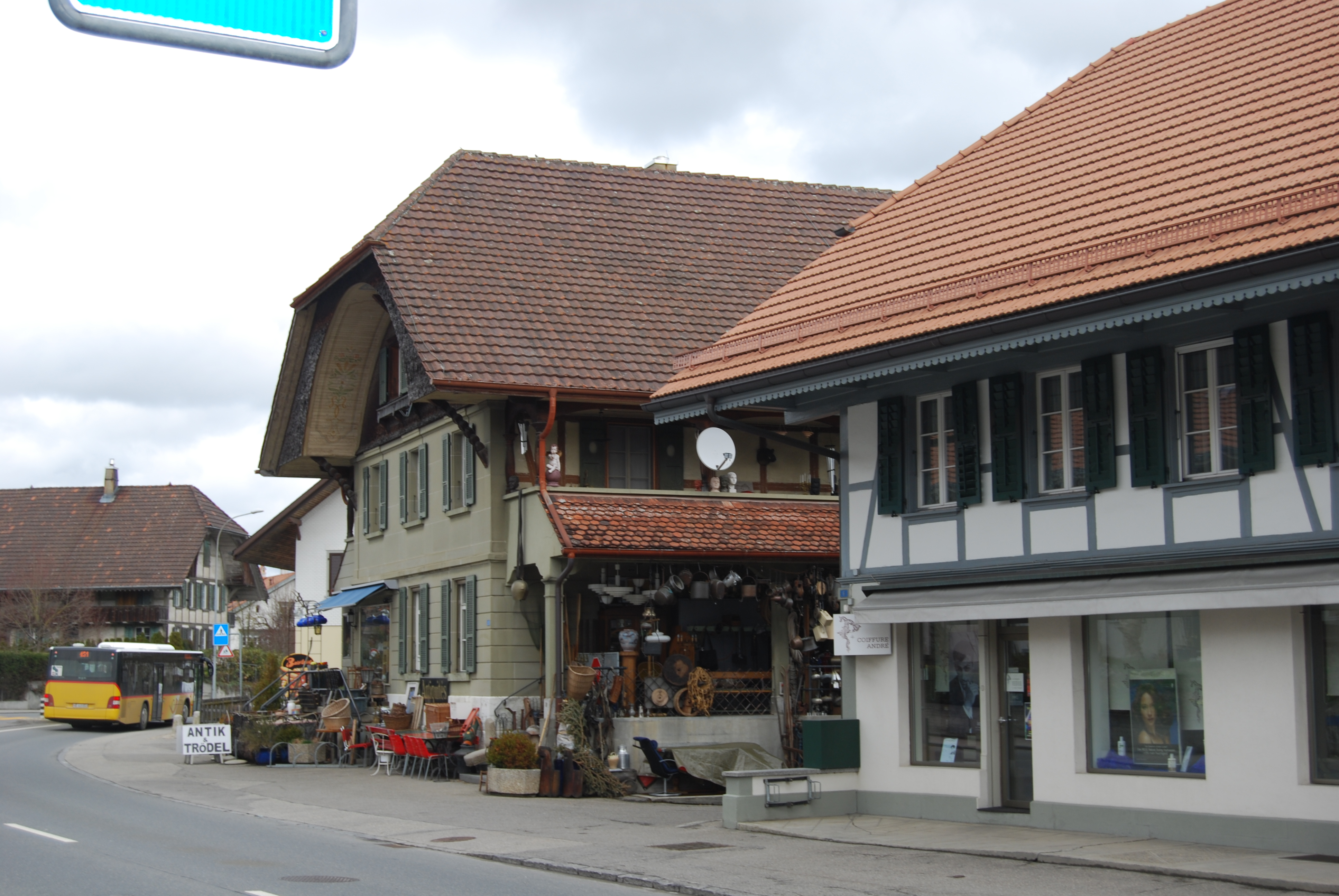

欣德爾班克是瑞士的城鎮，位於該國中西部，由伯恩州負責管轄，面積6.73平方公里，海拔高度519米，2011年人口2,070，七成人口信奉基督教，人口密度每平方公里308人。